# Otislavové z Kopenic
Otislavové z Kopenic je příjmení vladycké rodiny, která pocházela z Opolského knížectví ve Slezsku a zde držela statek Kopenice.
Jejich předek Mikuláš žil roku 1463 ještě ve Slezsku. Jeho potomek Adam se přestěhoval na Moravu, kde s potomky držel drobné statky. Mikuláš Leopold se vyznamenal v tureckých válkách. Ke konci 17. století byl hejtmanem hradištského kraje, koupil statek Liptál roku 1710 a zemřel v roce 1735. Liptál zanechal své manželce Zuzaně Holé z Chrastu, po které jej zdědila dcera Karolína, provdaná hraběnka Vagreinová roku 1751. Leopold Otislav z Kopenic byl pro zásluhy rodu povýšen 22. července 1741 do panského stavu království českého. Tato rodina v 19. století vymřela.

## Erb
Na červeném štítě obrácená střela vzhůru s dvěma liliemi.